# Rayllianassa sahul
Rayllianassa sahul is een tienpotigensoort uit de familie van de Callianassidae. De wetenschappelijke naam van de soort is voor het eerst geldig gepubliceerd in 2008 door Poore.